# Дуйсберг, Карл

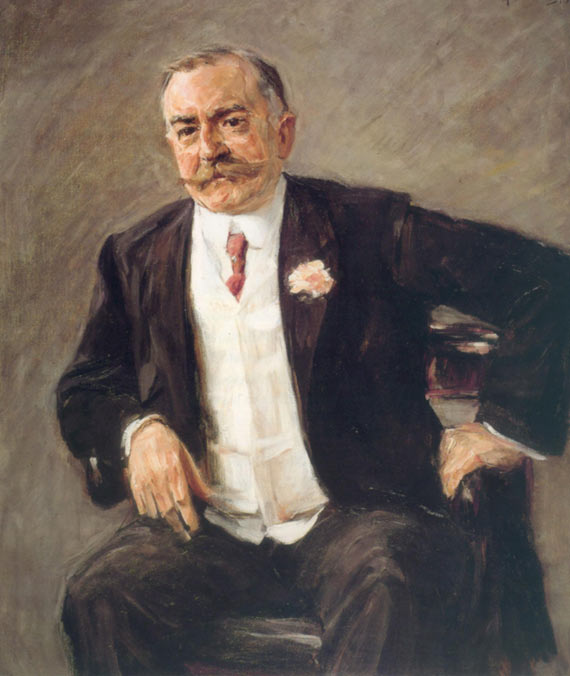
Карл Дуйсберг (портрет Макса Либерманна).

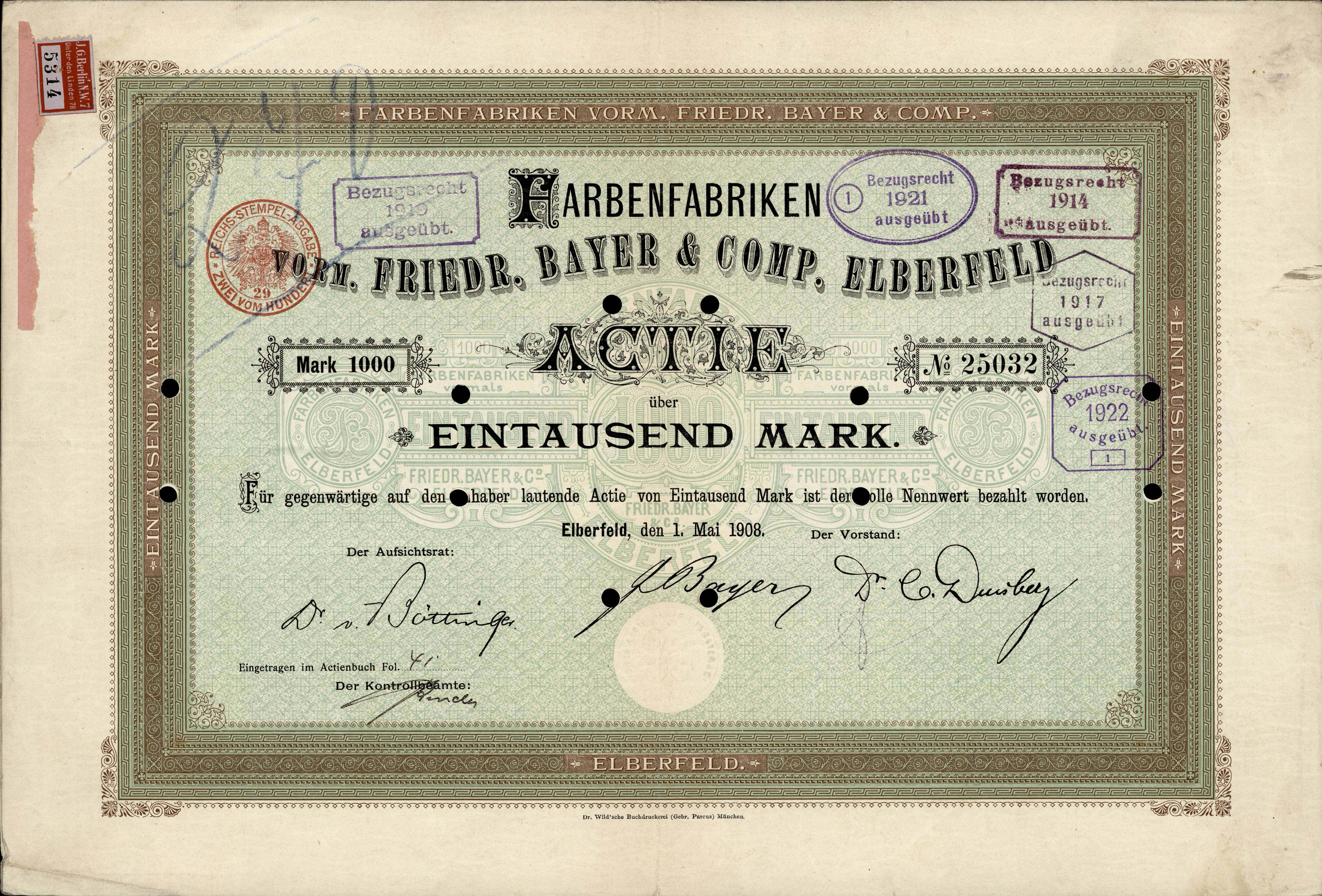
Акция Farbenfabriken vorm. Friedr. Bayer & Comp в Эльберфельде 1 мая 1908 года с подписью Карла Дуйсберга.

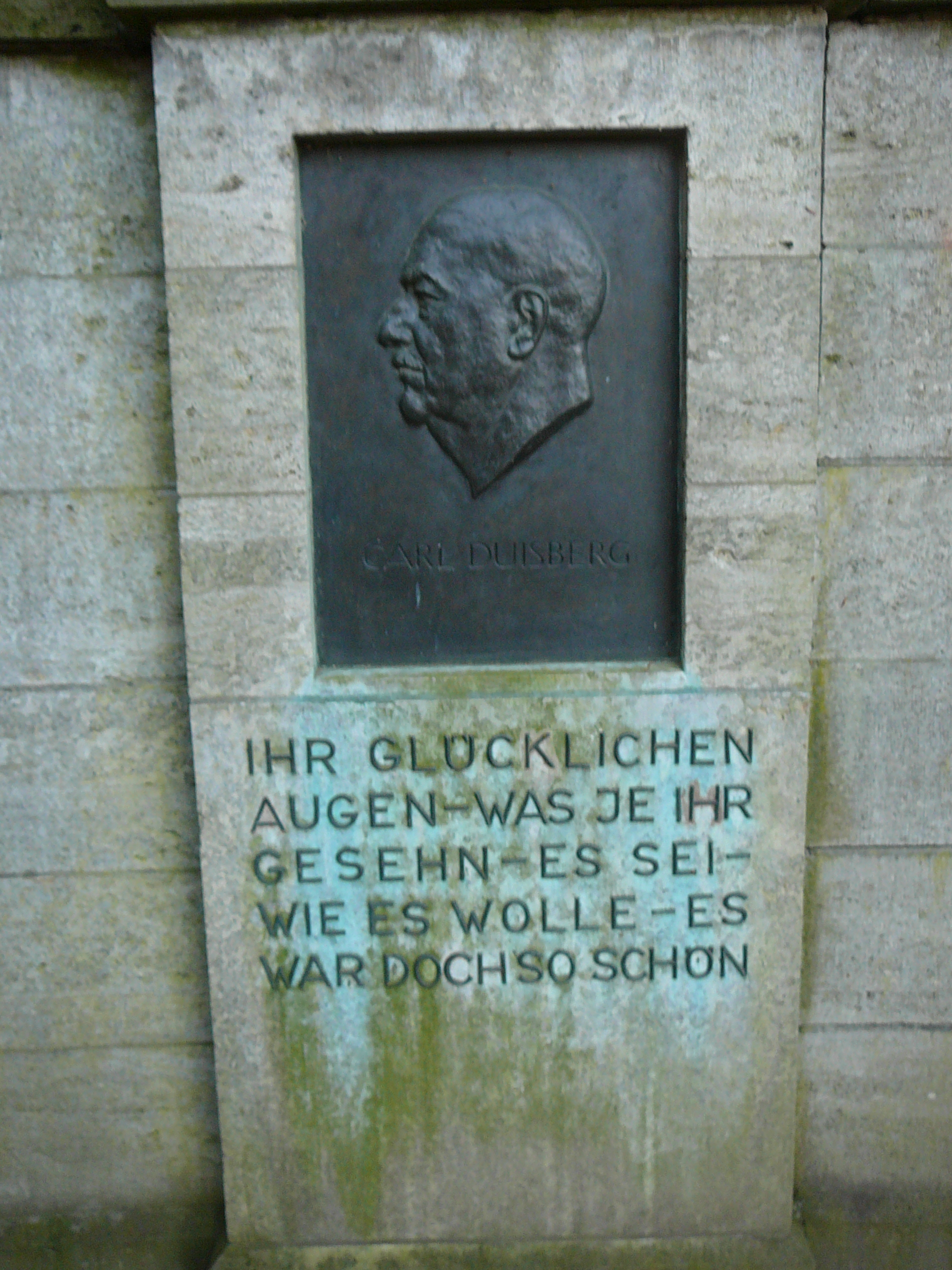
Памятник Дуйсбергу в парке Карла Дуйсберга.

Фридрих Карл Дуйсберг (родился 29 сентября 1861 года в Бармене (ныне часть Вупперталя); умер 19 марта 1935 года в Леверкузене) — немецкий химик, промышленник (I.G. Farben) и тайный советник. Был одним из первых сторонников нацизма (наряду с Эмилем Кирдорфом) из немецкого крупного бизнеса, активно финансировал NSDAP.

## Жизнь
Карл Дуйсберг вырос в простой среде. Его отец Иоганн Карл работал ткачом-ленточником на производстве. Купец как производитель предоставлял шёлк и хлопок; отец ткал пряжу в виде лент на ленточных ткацких станках дома и получал сдельную заработную плату. Чтобы содержать семью, его родители также занимались сельским хозяйством в качестве подработки. Одарённый сын Карл смог поступить в Высшую гражданскую школу в Бармен-Вупперфельде (ныне — гимназию Карла Дуйсберга в Вуппертале).
После сдачи вступительного экзамена Дуйсберг изучал химию с 1879 по 1882 год в университетах Гёттингена и Йены и завершил свое обучение, защитив диссертацию об ацетоуксусных эфирах. В 1883 году, после года добровольной военной службы в баварском корпусном полку в Мюнхене, начал свою работу на фабрике по производству красок Farbenfabriken vorm. Friedr. Bayer & Co AG, которая базируется в Вуппертале-Эльберфельде. В первый год он работал в Химическом институте Страсбургского университета. По поручению компании Bayer ему удалось осуществить несколько изобретений в области разработки красителей (в том числе синтез бензопурпурина), которые были зарегистрированы в качестве патентов.
В 1888 году Дуйсберг стал уполномоченным лицом и руководителем лаборатории в компании Bayer. Он подружился с Фридрихом Байером, управляющим директором Bayer, который был на десять лет старше него и тоже изучал химию. Дуйсберг сыграл важную роль в планировании и реализации переезда компании в Леверкузен. В 1900 году он был назначен директором и членом правления; когда Байер покинул правление в 1911 году, Дуйсберг стал генеральным директором и председателем правления Farbenfabriken vorm. Friedr. Bayer & Co. Вдохновлённый поездкой в США, где он разработал модель объединения акционерных обществ для формирования треста (например, он узнал о Standard Oil как о высокорентабельной компании), в 1904 году он издал «Меморандум об ассоциации немецких заводов по производству красок» (Denkschrift über die Vereinigung der deutschen Farbenfabriken). Как движущая сила и духовный отец, в 1916 году он стал одним из основателей Interessengemeinschaft Farben (I.G. Farben).
Ещё в сентябре 1914 года, до перехода Первой мировой войны в режим позиционной войны, немецкий генеральный штаб учредил «Комиссию Нернста — Дуйсберга». Ей было поручено исследовать боевые отравляющие вещества и «испытать» их на противнике. Гаагская конвенция о законах и обычаях сухопутной войны 1907 года разрешала использование таких веществ в ситуациях, которые можно было легко создавать во время войны. Помимо Вальтера Нернста, над этим оружием впоследствии работали многие другие известные немецкие учёные, такие как Джеймс Франк, Фриц Габер, Отто Ган и Густав Герц, которые, как и Нернст, позже будут удостоены Нобелевской премии. Поэтому Дуйсберг чувствовал себя оправданным за своё участие в технической стороне этого дела. В 1915 году он с энтузиазмом воспринял новую разработку, предусматривающую выпуск смертоносного фосгена, в докладе майору Бауэру из Верховного командования армии:
«На мой взгляд, […] стоит также опробовать на фронте T-гекса-гранаты. […] Самое главное — это твердое гекса-вещество [примечание: трифосген], которое распыляется в виде мелкого порошка и, взаимодействуя с пиридином, медленно превращается в фосген, опускаясь в траншеи. Эта хлорокись углерода — самое мерзкое вещество, которое я знаю. […] Однако единственное подходящее место, где вы можете опробовать что-то подобное сегодня, — это фронт, и в будущем нескоро появится возможность сделать это снова. […] Поэтому я могу только настоятельно рекомендовать ещё раз не упустить возможность опробовать гекса-гранату на этой войне».
Наравне с Вальтером Ратенау и Гуго Стиннесом Дуйсберг был одним из ведущих немецких промышленников, которые в 1916 году с успехом потребовали репрессии против гражданского населения оккупированной Германией Бельгии и высылку бельгийских мирных жителей в Германию для принудительных работ. И то, и другое нарушало действующие правила ведения войны и международное право.
До 1926 года Дуйсберг работал на Farbenfabriken vorm. Friedr. Bayer & Co., с 1926 по 1935 год был назначен председателем наблюдательного совета производственного объединения I.G. Farbenindustrie AG.
В своей знаменитой речи «Проблемы настоящего и будущего немецкой промышленности» на конференции «Экономика в беде» Баварской ассоциации промышленников 24 марта 1931 года он призвал к экономическому сотрудничеству с Юго-Восточной Европой и Францией.
«Только замкнутый экономический блок от Бордо до Софии даст Европе экономический хребет, необходимый для сохранения своего значения в мире».
С 1925 по 1931 год Дуйсберг был председателем Имперского союза германской промышленности. После захвата власти национал-социалистами он до самой смерти был членом недавно созданной Академии германского права, где возглавлял комитет по защите результатов интеллектуального труда в экономике. В то же время он незаметно помогал знакомым евреям.
Финансирование науки было серьезной проблемой для Карла Дуйсберга. С 1917 года и до своей смерти он был членом сената Общества кайзера Вильгельма. В 1921 году было основано Общество Карла Дуйсберга для содействия обучению за рубежом. Он сыграл важную роль в основании Германского национального академического фонда. В 14-ю годовщину смерти Карла Дуйсберга, 19 марта 1949 года, Федеральное правительство и правительства земель основали Общество Карла Дуйсберга для поддержки молодых учёных.
Карл Дуйсберг был заядлым коллекционером современной живописи, поэтому он заложил основу коллекции произведений искусства Beyer. Ещё в 1907 году он купил произведения искусства для сотрудников Bayer и коллекцию цветных литографий для оформления рабочих мест и холлов на заводе в Леверкузене. Он создал отдел культуры, который отвечал за спорт, театр, музыку и живопись. Кроме того, по его заказу скульптор Фриц Климш создал масштабные скульптуры в 1920/1921 и 1931/1932 годах. Скульптура Die Nike (Ника) в 1920 году заняла своё место в бывшей штаб-квартире Bayer (Bayerwerk, Gebäude Q26) по адресу Kaiser-Wilhelm-Allee 20. Скульптуры Die Auferstehung (Воскресение), Die Demut (Смирение), Die Schauende (Смотрящая) и Храм Флоры, сооружённый по образцу Храма Аполлона в Версале, установлены в парке на Keiser-Wilhelm-Allee в Леверкузене. Получив специальное разрешение от начальника окружного управления, Карл Дуйсберг и его жена Джоанна нашли своё последнее пристанище в Храме Флоры. Парк Карла Дуйсберга, названный в его честь, открыт для посещения.

## Награды и признание
- 1906 — Дуйсберг был принят в Леопольдину
- 1907 — почётный доктор Технического университета Дрездена[11]
- 1921 — избран членом-корреспондентом Прусской академии наук[12]
- 1934 — Медаль Гарнака от Общества кайзера Вильгельма
- 1936 — Высшая гражданская школа в Бармен-Вупперфельде переименована в Среднюю школу Карла Дуйсберга (ныне гимназия).
- В поселке Максдорф BASF его именем назвали улицу — Дуйсбергштрассе.
- Улица Карл-Дуйсберг-Штрассе названа в честь него в Бонне.[13] В марте 2015 года в районном совете Бонна обсуждалось переименование.[14]
- В Марбургском университете одно из студенческих общежитий называется Dr.-Carl-Duisberg-Haus.[15]
- В районе химического парка Марля в честь него названа улица Карл-Дуйсберг-Штрассе.
- Германское химическое общество (GDCh) ежегодно присуждает Памятную премию Карла Дуйсберга молодым учёным, получившим звание профессора, а также через нерегулярные промежутки времени значок Карла Дуйсберга за «особые заслуги в продвижении химии и достижении целей GDCh».
- В 1945 году улица Hohenzollernstraße в Леверкузене была переименована в Карл-Дуйсберг-Штрассе.

Из-за близости Дуйсберга к военной экономике, в частности, его огромной приверженности к изобретению и производству отравляющего газа и тесной связи IG Farbenindustrie с нацистской властью, сетевая организация «Координация против опасности Байера» в 2011 году потребовала отозвать у Дуйсберга статус почётного гражданина Леверкузена и переименовать названные в честь него улицы и учреждения. В 2014 году городской архив Дортмунда также выступил за переименование, а в 2015 году улица была переименована в Kleine Löwenstrasse. Маршрут Duisbergweg был переименован в Lüdenscheid. В Бонне, Франкфурте и Вуппертале есть соответствующие предложения в городских советах, а также в Дормагене, где парламентские группы Bündnis 90 / Die Grünen и Piraten / Die Linke проводят кампании за переименование, но большинство пока не достигнуто.

## Семья
Дуйсберг был женат на Йоханне Зеебом. Его сын, кинорежиссёр Карл Людвиг Ахац-Дуйсберг (родился 18 июля 1889 года в Эльберфельде, умер 19 января 1958 года в Мюнхене), женился на Анне Луизе Блок (1896—1982), дочери Йозефа Блока и потомке Мозеса и Йозефа Мендельсон; второй брак заключил с актрисой Виолой Гарден. Дочь Хильдегард (родилась 19 января 1892 года в Шёнфлисе; умерла 8 октября 1964 года в Мюнстере, Вестфалия) вышла замуж за антропософа и писателя-путешественника Ганса Хассо фон Вельтхейма (1885—1956). Второй сын Вальтер (1892—1964) изучал химию в Дрездене и Мюнхене с 1912 года, получил докторскую степень под руководством Рихарда Вильштеттера и в 1925 году устроился в компанию Bayer (IG Farben с 1926 года) в качестве патентного поверенного в США. Дуйсберг, Вильштеттер и Фердинанд Зауэрбрух, родившийся в том же месте в Бергишес-Ланд, что и Дуйсберг и оперировавший дочь Дуйсберга в 1919 году, были друзьями. С 1933 года Карл Дуйсберг был гражданином США.

## Некоторые работы
- Meine Lebenserinnerungen. Reclam, Leipzig 1933.
- Kordula Kühlem (Hrsg.): Carl Duisberg (1861—1935). Briefe eines Industriellen. Oldenbourg, München 2012, ISBN 978-3-486-71283-4. (Leseprobe Архивная копия от 11 февраля 2015 на Wayback Machine на Google Bücher)